# Comuna Degerfors
Degerfors (Degerfors kommun) este o comună din comitatul Örebro län, Suedia, cu o populație de 9.500 locuitori (2013).

## Geografie

### Zone urbane
Lista celor mai mari zone urbane din comună (anul 2015) conform Biroului Central de Statistică al Suediei:
| Nr | Zona urbană | Pop.  |
| -- | ----------- | ----- |
| 1  | Degerfors   | 7.190 |
| 2  | Svartå      | 456   |

## Demografie
| \| Evoluția demografică în comuna Degerfors, 1970–2015 \| Evoluția demografică în comuna Degerfors, 1970–2015 \| Evoluția demografică în comuna Degerfors, 1970–2015 \| Evoluția demografică în comuna Degerfors, 1970–2015 \| Evoluția demografică în comuna Degerfors, 1970–2015 \| \| ----------------------------------------------------------------------------------------------------- \| --------------------------------------------------- \| --------------------------------------------------- \| --------------------------------------------------- \| --------------------------------------------------- \| \| An \| \| \| Locuitori \| \| \| 1970 \| 1970 \| \| 11840 \| 11840 \| \| 1975 \| 1975 \| \| 12153 \| 12153 \| \| 1980 \| 1980 \| \| 12246 \| 12246 \| \| 1985 \| 1985 \| \| 11912 \| 11912 \| \| 1990 \| 1990 \| \| 11701 \| 11701 \| \| 1995 \| 1995 \| \| 11396 \| 11396 \| \| 2000 \| 2000 \| \| 10544 \| 10544 \| \| 2005 \| 2005 \| \| 10093 \| 10093 \| \| 2010 \| 2010 \| \| 9641 \| 9641 \| \| 2015 \| 2015 \| \| 9543 \| 9543 \| \| Sursa: SCB - Statistika Centralbyrån, Folkmängd efter region, civilstånd, ålder och kön. År 1968–2016 \| \| \| \| \| |      |  |           |       |
| Evoluția demografică în comuna Degerfors, 1970–2015 |      |  |           |       |
| An |      |  | Locuitori |       |
| 1970 | 1970 |  | 11840     | 11840 |
| 1975 | 1975 |  | 12153     | 12153 |
| 1980 | 1980 |  | 12246     | 12246 |
| 1985 | 1985 |  | 11912     | 11912 |
| 1990 | 1990 |  | 11701     | 11701 |
| 1995 | 1995 |  | 11396     | 11396 |
| 2000 | 2000 |  | 10544     | 10544 |
| 2005 | 2005 |  | 10093     | 10093 |
| 2010 | 2010 |  | 9641      | 9641  |
| 2015 | 2015 |  | 9543      | 9543  |
| Sursa: SCB - Statistika Centralbyrån, Folkmängd efter region, civilstånd, ålder och kön. År 1968–2016 |      |  |           |       |